# Martin Charteris
Martin Charteris, baron Charteris of Amisfield (ur. 7 września 1913, zm. 23 grudnia 1999 w Wood Stanway) – brytyjski żołnierz i dworzanin królewski, wieloletni bliski współpracownik królowej Elżbiety II, w tym w latach 1972–1977 jako jej główny sekretarz osobisty. Od 1978 par dożywotni.

## Życiorys
Pochodził z arystokratycznej rodziny, był wnukiem 11. hrabiego Wemyss i bratankiem 12. hrabiego Wemyss. Ukończył Eton College, a następnie wojskową uczelnię Royal Military College, Sandhurst. W czasie II wojny światowej brał udział w walkach na Bliskim Wschodzie. Armię opuścił w 1951 w stopniu podpułkownika.
W 1950 został mianowany - w sposób, który nawet on sam uznawał w swoich wspomnieniach za przykład „czystego nepotyzmu” - sekretarzem osobistym księżnej Edynburga Elżbiety, która w 1952 wstąpiła na brytyjski tron jako Elżbieta II. Uznano wówczas, że Charteris nie ma wystarczającego doświadczenia, aby być głównym sekretarzem osobistym monarchy, ale pozostał w gronie najbliższych współpracowników królowej jako jeden z zastępców jej głównego sekretarza. W 1972 został wreszcie awansowany na ten urząd i przepracował na nim pięć lat. W 1977 opuścił dwór królewski i został przewodniczącym rady swojej dawnej szkoły w Eton, zaś rok później został kreowany dożywotnim członkiem Izby Lordów, gdzie zasiadał wśród crossbenchers (lordów bezpartyjnych). 
Na cztery lata przed śmiercią lord Charteris, znany wcześniej z wyjątkowej dyskrecji w sprawach dworu, udzielił kontrowersyjnego wywiadu dla magazynu „The Spectator”, w którym krytycznie wypowiedział się o niektórych członkach rodziny królewskiej. Księcia Walii nazwał „płaczliwym”, księżną Yorku „wulgarną”, zaś królową matkę porównał do strusia. Zmarł w 1999 w wieku 86 lat.

## Odznaczenia
- 1946: Order Imperium Brytyjskiego klasy Oficer[3]
- 1953: Królewski Order Wiktoriański klasy Kawaler[4]
- 1958: Order Łaźni klasy Kawaler[5]
- 1962: Królewski Order Wiktoriański klasy Rycerz Komandor[6] (od tego momentu uzyskał prawo do tytułu Sir przed nazwiskiem)
- 1972: Order Łaźni klasy Rycerz Komandor[7]
- 1976: Królewski Order Wiktoriański klasy Rycerz Wielkiego Krzyża[8]
- 1977: Order Łaźni klasy Rycerz Wielkiego Krzyża[9]
- 1992: Królewski Łańcuch Wiktoriański[10]